# Norges Høyesterett

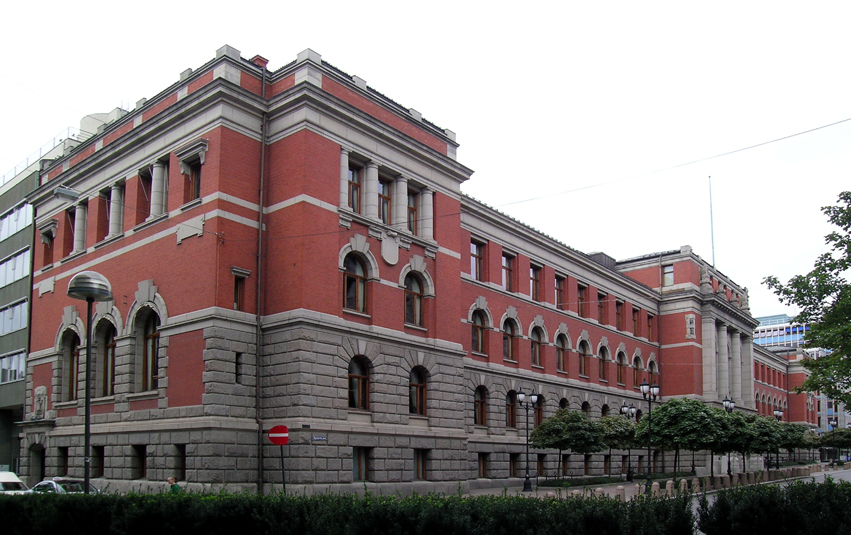
Högsta domstolens lokaler i Oslo. Ritade av Hans Jacob Sparre.

Högsta domstolens sigill från 1815.

För högsta domstolen i Danmark, se Højesteret.
Norges Høyesterett är den högsta domstolen i Norge och det har den varit sedan 1815 baserat på den nya grundlagen från 1814 (Eidsvollförfattningen). Norges Høyesterett har sina lokaler i Høyesteretts hus i Oslo. Høyesterett leds av en høyesterettsjustitiarius och består därutöver av 19 domare.

## Ordförande
- Toril Marie Øie, född 1960 i Oslo, tillträdde 1 mars 2016 (tillträdde som domare 1 augusti 2004)

## Domare
- Magnus Matningsdal, född 1951, tillträdde 11 augusti 1997
- Clement Endresen, född 1949, tillträdde 28 augusti 2006
- Hilde Indreberg, född 1957, tillträdde 1 april 2007
- Erik Møte, född 1950, tillträdde 15 augusti 2009
- Bergljot Webster, född 1966, tillträdde 15 augusti 2009
- Wilhelm Matheson, född 1955, tillträdde 1 november 2009
- Kristin Normann, född 1954, tillträdde 9 augusti 2010
- Ragnhild Noer, född 1959, tillträdde 1 oktober 2010
- Henrik Bull, född 1957, tillträdde 17 januari 2011
- Knut H. Kallerud, född 1956, tillträdde 16 juli 2011
- Per Erik Bergsjø, född 1958, tillträdde 1 mars 2012
- Arne Ringnes, född 1955, tillträdde 18 augusti 2014
- Wenche Elizabeth Arntzen, född 1959, tillträdde 29 september 2014
- Ingvald Falch, född 1963, tillträdde 1 september 2015
- Espen Bergh, född 1961, tillträdde 15 augusti 2016
- Cecilie Østensen Berglund, född 1971, tillträdde 1 januari 2017
- Borgar Høgetveit Berg, född 1970, tillträdde 1 maj 2017
- Erik Thyness, född 1961, tillträdde 1 maj 2019
- Kine Elisabeth Steinsvik, född 1976, tillträdde 5 augusti 2019